# Chefe militar

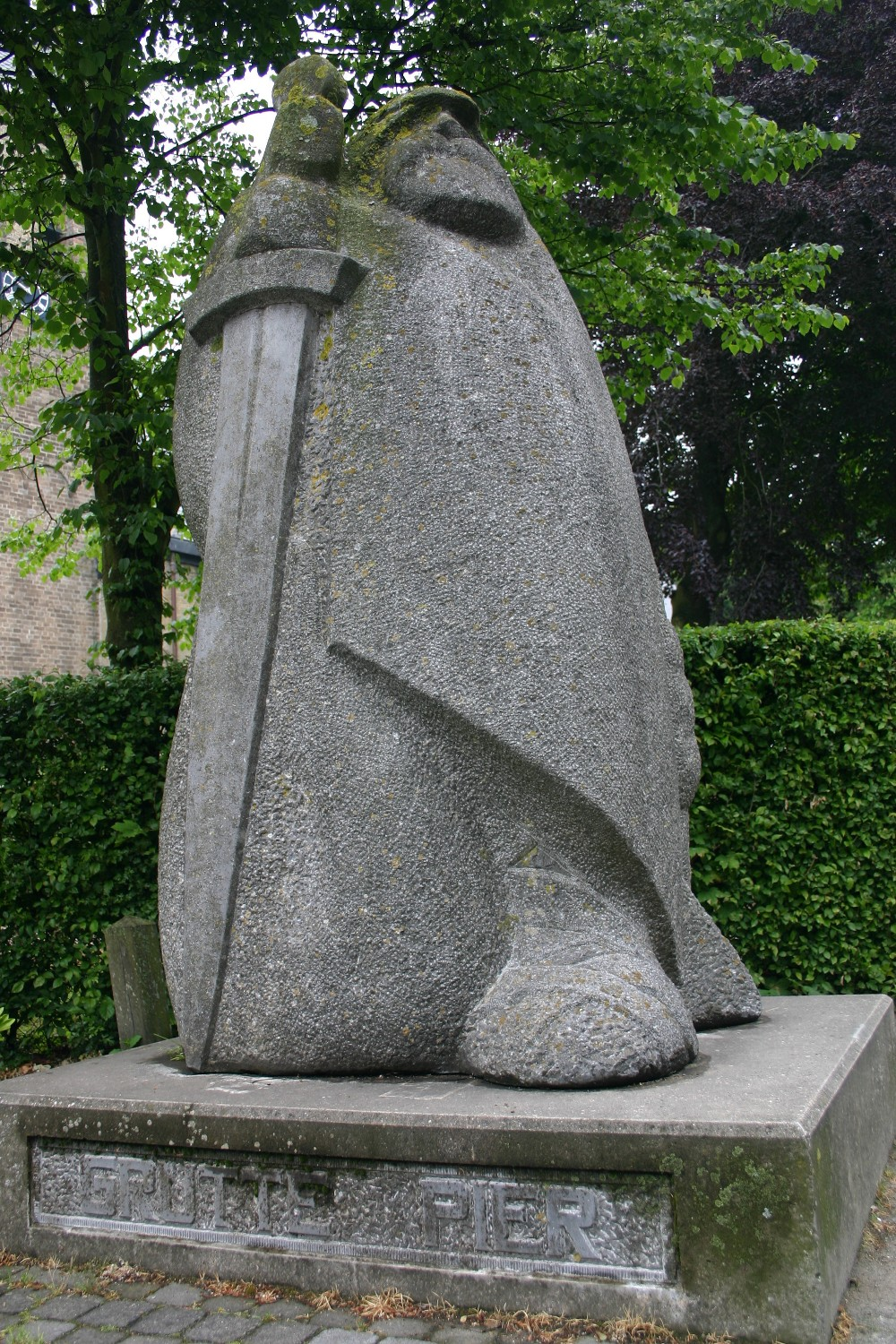
Estátua de Pier Gerlofs Donia, autointitulado "Rei de todos os frísios". Famoso rebelde, chefe militar e combatente da liberdade, de tamanho e força lendários.

Chefe militar ou senhor da guerra (em inglês: warlord) são expressões utilizadas para se referir a uma pessoa com poder de controle militar de facto sobre uma área subnacional, devido ao fato de as forças armadas obedecerem ao chefe militar e não à autoridade central. Também especifica alguém que endossa o ideal de que a guerra é necessária, e possui os meios e a autoridade para executá-la. 
A expressão traz uma forte conotação de que a pessoa exerce muito mais poder do que seu título ou posto oficial (caso exista) lhe permitiriam legitimamente; outros líderes militares de poder e influência, como os senhores feudais, por exemplo, também desfrutavam de grande autonomia e possuíam um exército pessoal, mas sua legitimidade provinha da lealdade formal a uma autoridade central.
O termo "warlordismo" (referido pelo Correio Braziliense como "emergência de senhores da guerra") foi cunhado para descrever o caos reinante no nascimento da República da China, especialmente após a morte de Yuan Shikai, no período conhecido como a Era dos Senhores da Guerra. O termo pode ser empregado em referência a períodos similares em outros países e épocas, tais como o Japão durante o período Sengoku, a China durante os Três Reinos, ou a Somália e outros estados fracassados de tempos mais recentes.

## Etimologia
O termo em inglês warlord ("senhor da guerra", em tradução livre) é uma tradução literal inglesa do vocábulo alemão Kriegsherr, de idêntico significado. Curiosamente, os alemães contemporâneos utilizam quase sempre a palavra inglesa, que conseguiu superar Kriegsherr em seu idioma. Warlord, e suas traduções literais (como "senhor da guerra"), enquanto anglicismos, também superaram palavras de significado idêntico ou semelhante em outras línguas, como no caso do caudilho na língua portuguesa.
A expressão lord of war é um equívoco em relação a warlord usado por um personagem no filme homónimo de 2005 (O Senhor da Guerra em Portugal, O Senhor das Armas no Brasil), que, na verdade, fala sobre a vida de um traficante de armas.[carece de fontes?]

## Exemplos

### Idade Moderna
De 1515 a 1523, o governo Habsburgo nos Países Baixos também teve de conter a rebelião de camponeses frísios liderada inicialmente por Pier Gerlofs Donia e depois por seu sobrinho Wijerd Jelckama. Os rebeldes foram bem-sucedidos no começo, mas, depois de muitas mortes, os líderes remanescentes foram capturados e decapitados em 1523.

### Idade Contemporânea
Na Somália, com o colapso do governo central, grupos de chefes militares rivais constituem a única forma de autoridade em algumas partes do país. Entre outros exemplos de países que são totalmente ou parcialmente dominados por chefes militares, estão: União de Myanmar, Burquina Fasso, República do Chade, República da Guiné, República do Mali, .